# Honda Zest
Der Honda Zest ist ein Kleinstwagen des japanischen Automobilherstellers Honda, der zwischen 2006 und 2012 angeboten wurde.
Der Zest zählt zu der in Japan steuerbegünstigten Klasse der Kei-Cars, für die Hubraum- und Größenbeschränkungen gelten. Er besitzt Allradantrieb. Das Basismodell wird unter der Bezeichnung "G" angeboten, daneben gibt es eine Sportversion.

## Motor
Der Dreizylinder-Reihenmotor mit Turbolader leistet bei einem Hubraum von 658 cm³ 64 PS (47 kW).

## Sicherheit
Zur Ausstattung zählen Front- und Seitenairbags, Antiblockiersystem, ESP und ein elektrischer Bremsassistent.